# Библиотека Пикколомини
Библиотека Пикколомини (итал. La Biblioteca Piccolomini, Libreria Piccolomini) — выдающийся памятник истории и культуры Италии; находится в кафедральном соборе Сиены, Тоскана, центральная Италия.

## История
Библиотека расположена вдоль левого прохода перед трансептом сиенского Собора. Она была создана в 1492 году по распоряжению архиепископа Сиены Франческо Тодескини-Пикколомини (впоследствии папы Пия III). Возглавляя Сиенскую кафедру, архиепископ намеревался создать помещение, где можно было бы разместить большую коллекцию книг, собранную в юности его дядей, папой Пием II (Энеем Сильвио Пикколомини). После смерти папы Пия II в 1464 году его племянник Франческо унаследовал коллекцию, и между 1492 и 1502 годами он планировал построить библиотеку рядом с собором, где находился приходской дом. С 1497 года Лоренцо ди Мариано выполнил мраморную внешнюю отделку библиотеки с двумя арками, обрамляющими с одной стороны входную дверь в капеллу, а с другой — арку, в которой находилась статуя, изображающая Святого Иоанна Евангелиста.
Живописное оформление библиотеки, одного из главных фресковых ансамблей Италии начала XVI века, было поручено Пинтуриккьо, художнику из Умбрии, который находился в то время на пике своей славы после успеха в Римской курии. Контракт был подписан 29 июня 1502 года. К 1503 году первый этап работ был завершен. 22 сентября того же года вдохновитель этой работы был избран папой Римским под именем Пия III, но умер 26 дней спустя. 18 октября строительство библиотеки было прервано, и Пинтуриккьо посвятил себя другим заботам, не покидая Сиену.
В 1507 году работы продолжились. Среди помощников, работавших вместе с Пинтуриккьо, были Амико Аспертини и молодой Рафаэль Санти. Джорджо Вазари в своих «Жизнеописаниях…» упоминает, что Рафаэль выполнил некоторые рисунки для фресок Библиотеки Пикколомини. Иконографическая программа росписей необычна для начала XVI века. Она полностью посвящена жизни и деяниям одного человека: папы Пия II.

## Архитектура и фрески
Интерьер библиотеки представляет собой прямоугольное в плане помещение, перекрытое сводчатым потолком. Все стены, своды и пандативы сплошь покрыты красочной росписью. Торжественная архитектура дополняется уникальной мебелью: резная работа по дереву знаменитого мастера Барили.
Хотя книги Пия II так и не попали в Сиену, в настоящее время в библиотеке экспонируются хоровые и антифонные тексты, созданные Либерале да Верона и Джероламо да Кремона в третьей четверти XV века, а также другие копии, сделанные Сано ди Пьетро, Пеллегрино ди Мариано, Гвидоччо Коццарелли, являющиеся собственностью собора и Оспедале Санта-Мария-делла- Скала.
Серия фресок, посвященных жизни Пия II, ознаменовала собой апофеоз живописного повествовательного стиля XV века, мягкого по манере и проникнутого фламандским влиянием. Стиль монументальных росписей схож со стилем миниатюр: резкий, полный ярких, но гармоничных красок, богатый орнаментами, обрамлениями и аксессуарами в виде табличек с надписями, блестящего оружия, ювелирных изделий и украшений красочных костюмов. Результат ошеломляет, но ко времени завершения он уже не будет соответствовать новым художественным устремлениям: к 1507 году Рафаэль Санти заканчивал «Перенесение тела Христа», а Микеланджело собирался подписать контракт на роспись свода Сикстинской капеллы.

## Три грации
В центре помещения библиотеки установлена небольшая античная скульптурная группа «Три грации» IV в. н. э., восходящая к стенной росписи из Помпей (I в. до н. э.) и многим другим античным произведениям на эту тему. Миниатюрная мраморная римская реплика была приобретена архиепископом Франческо Тодескини-Пикколомини. В 1502 году скульптурную группу перенесли из Палаццо Пикколомини в Риме в помещение библиотеки.
В XIX веке папа Пий IX во время посещения собора заметил, что видеть трёх обнажённых женщин в сакристии церкви оскорбительно. На самом деле библиотека Пикколомини никогда не была сакристией, однако замечание папы нельзя было игнорировать. Скульптуру убрали в музей Собора, позднее, в 1972 году, вернули в библиотеку. Постамент скульптуры — работа Джованни ди Стефано (создан в последние два десятилетия XV века).
Мраморное повторение скульптуры хранится в Ватикане. Кроме того известна гравюра Маркантонио Раймонди, помощника Рафаэля, воспроизводящая это произведение.

## Галерея

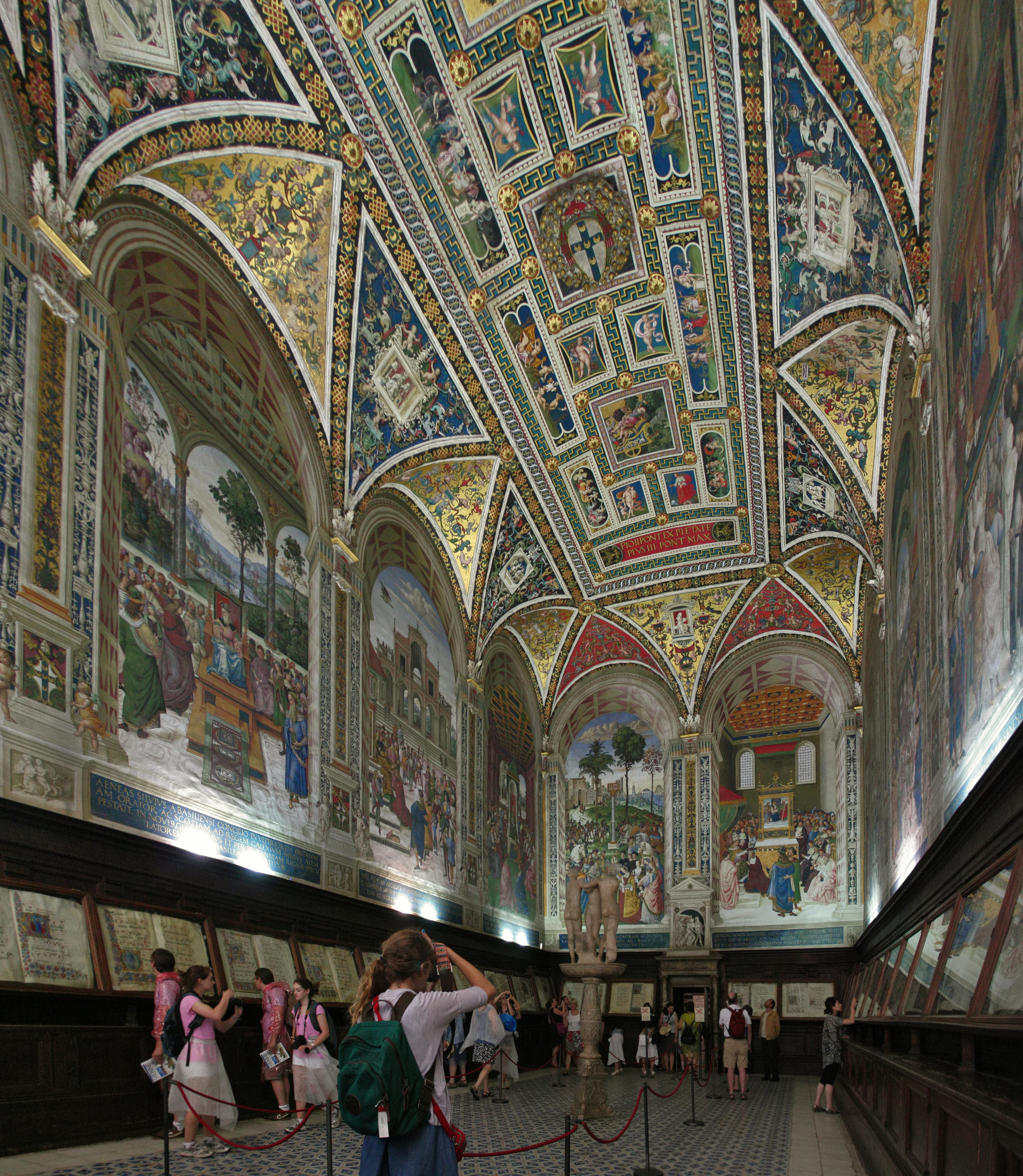
Общий вид
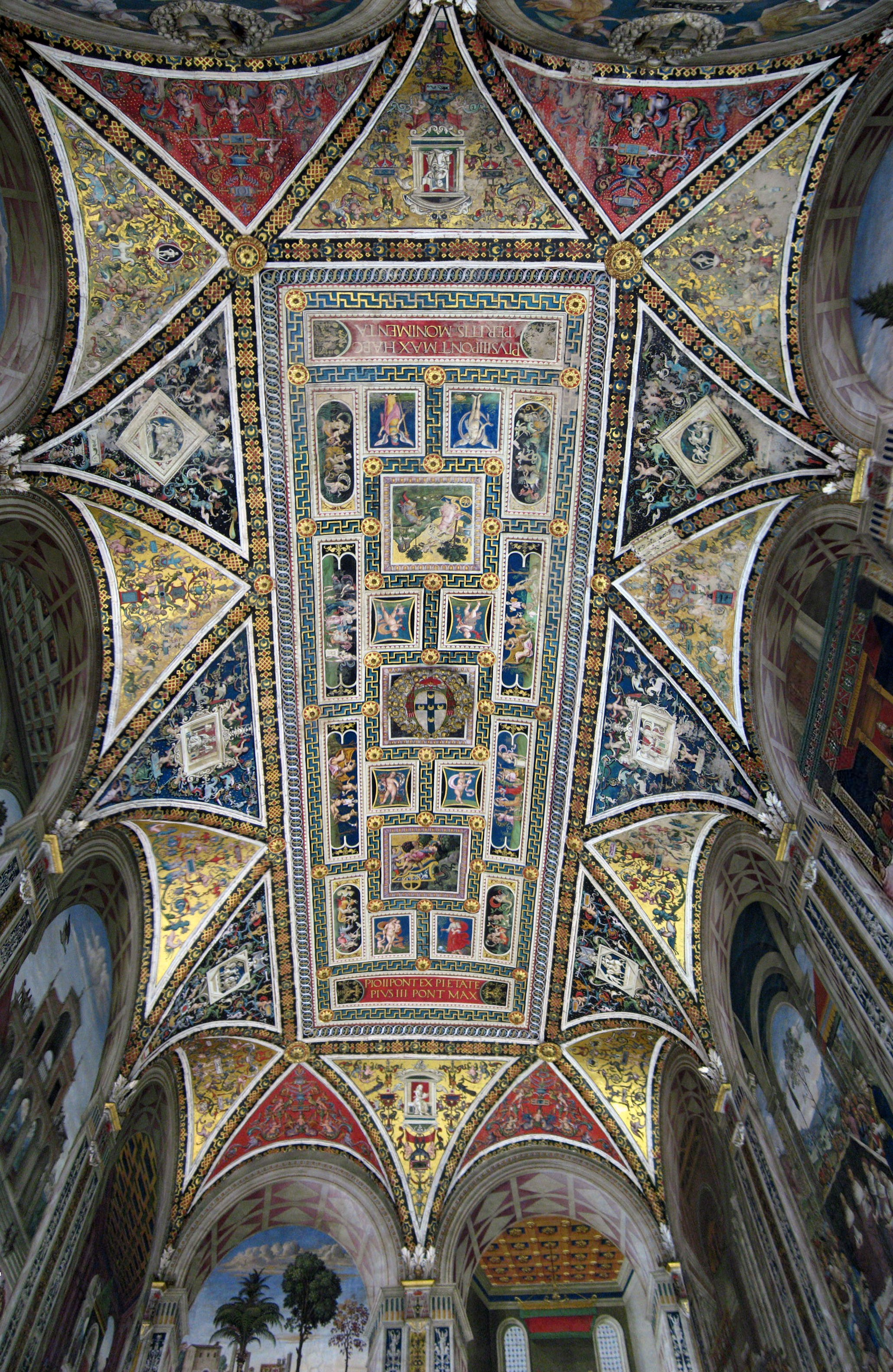
Роспись потолка
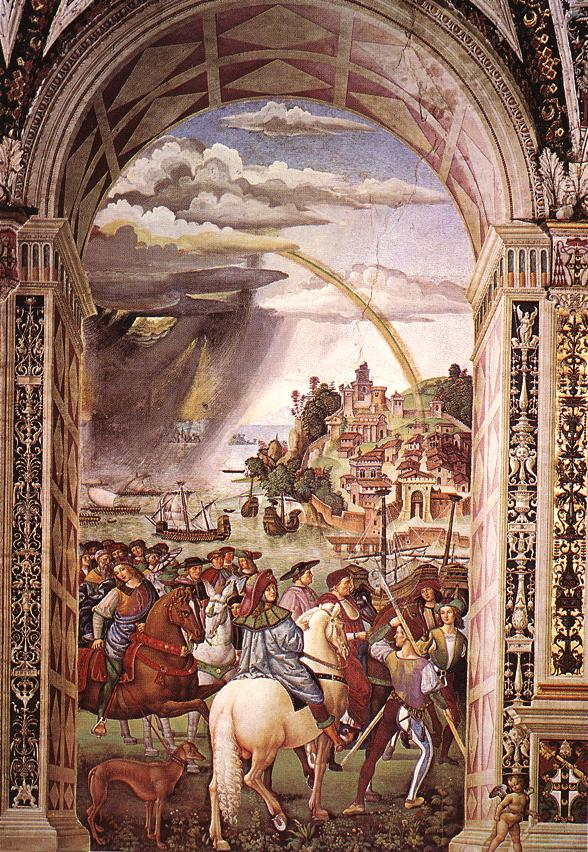
Энеа Сильвио Пикколомини отправляется на Консилиум в Базель
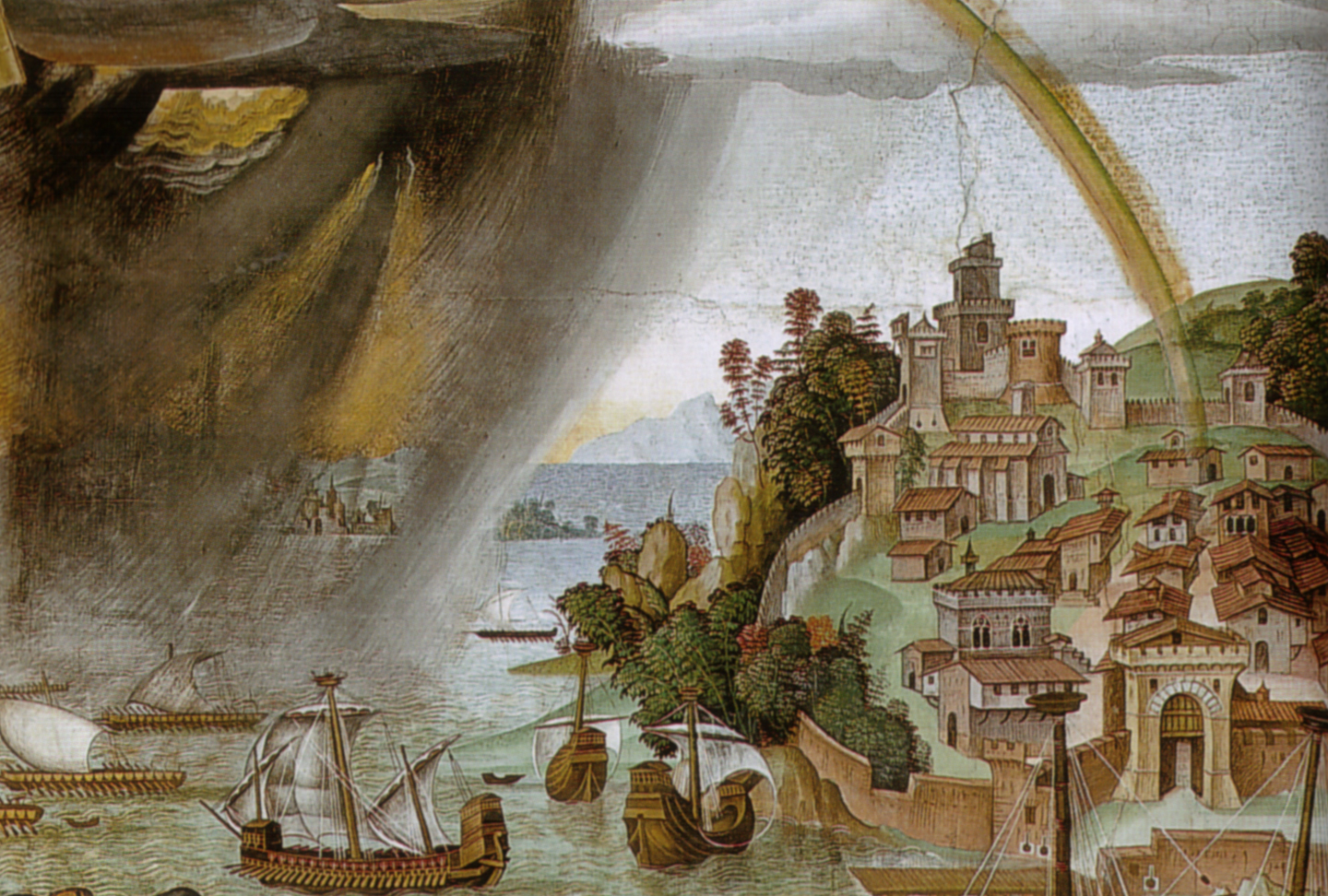
Деталь фрески
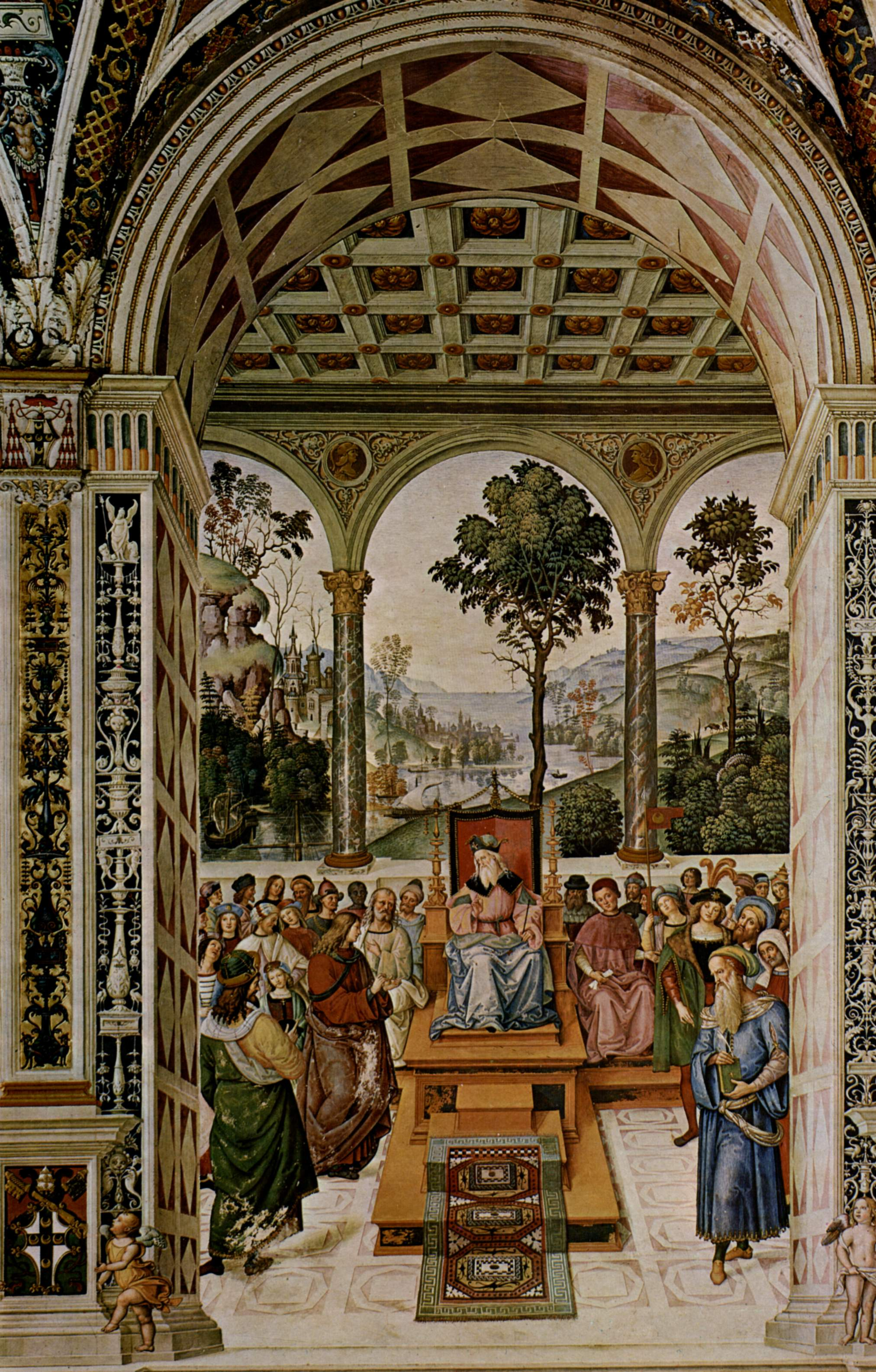
Энеа Сильвио посол при дворе Шотландии
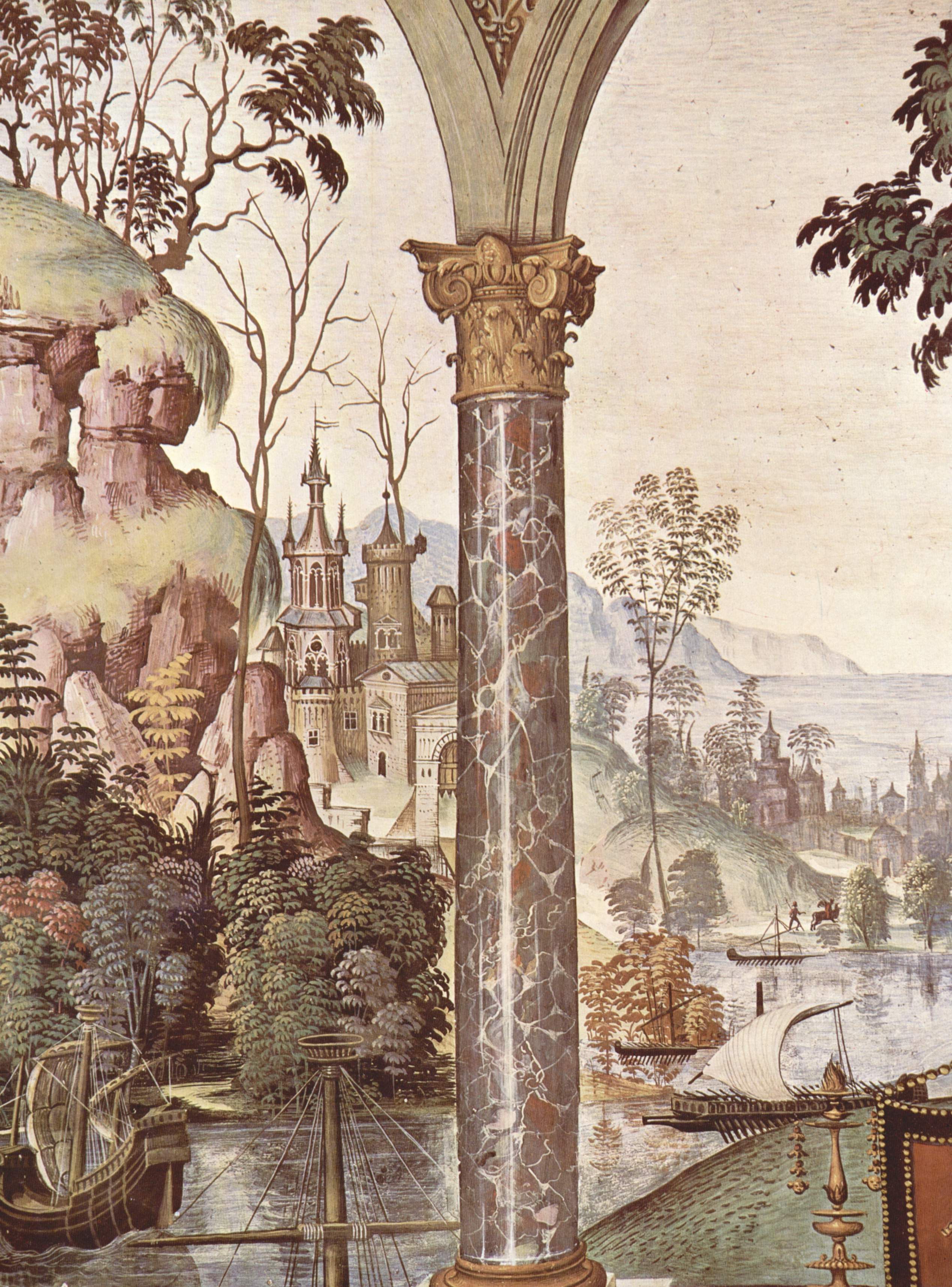
Деталь
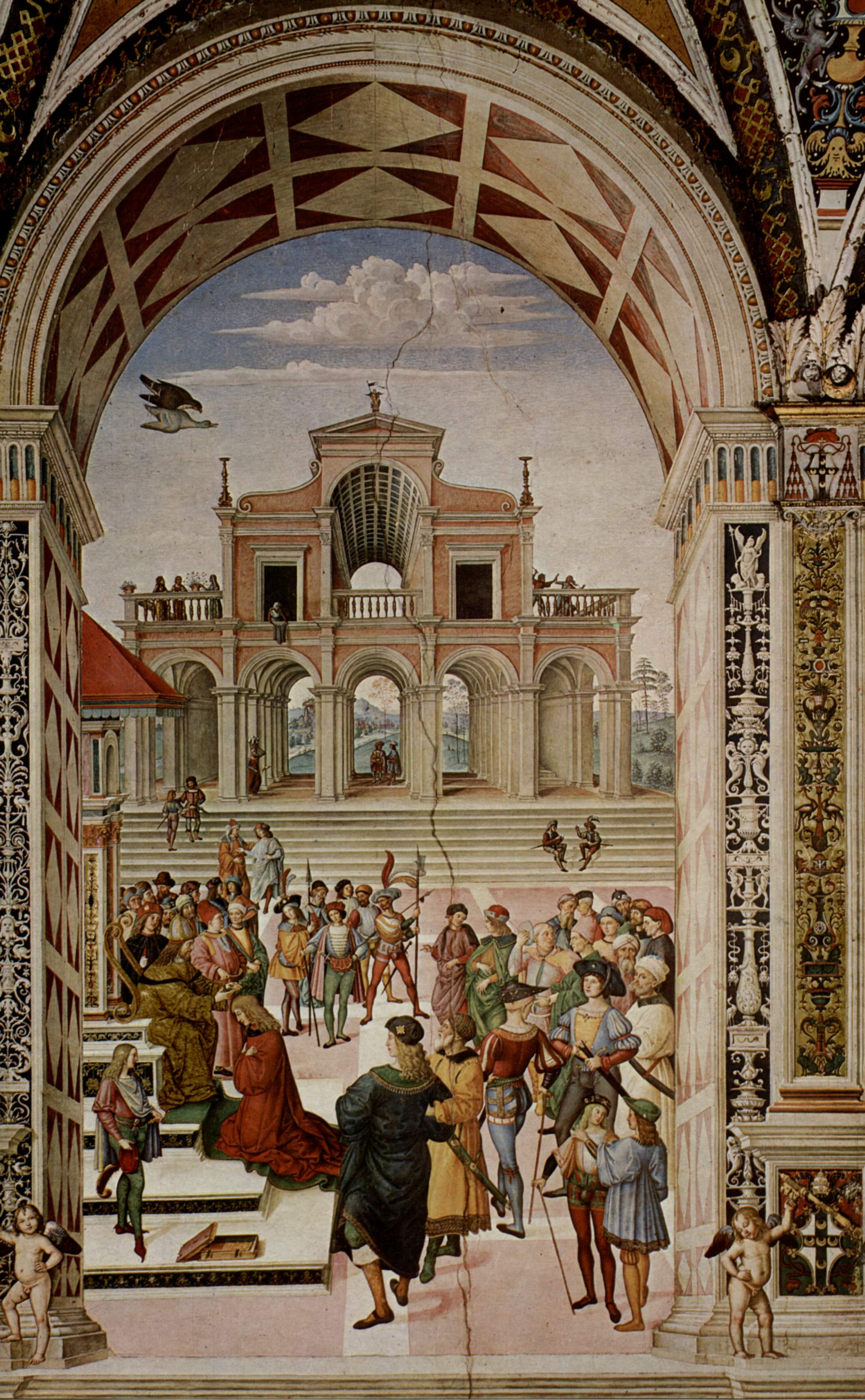
Император Фридрих III коронует Энеа Сильвио как поэта
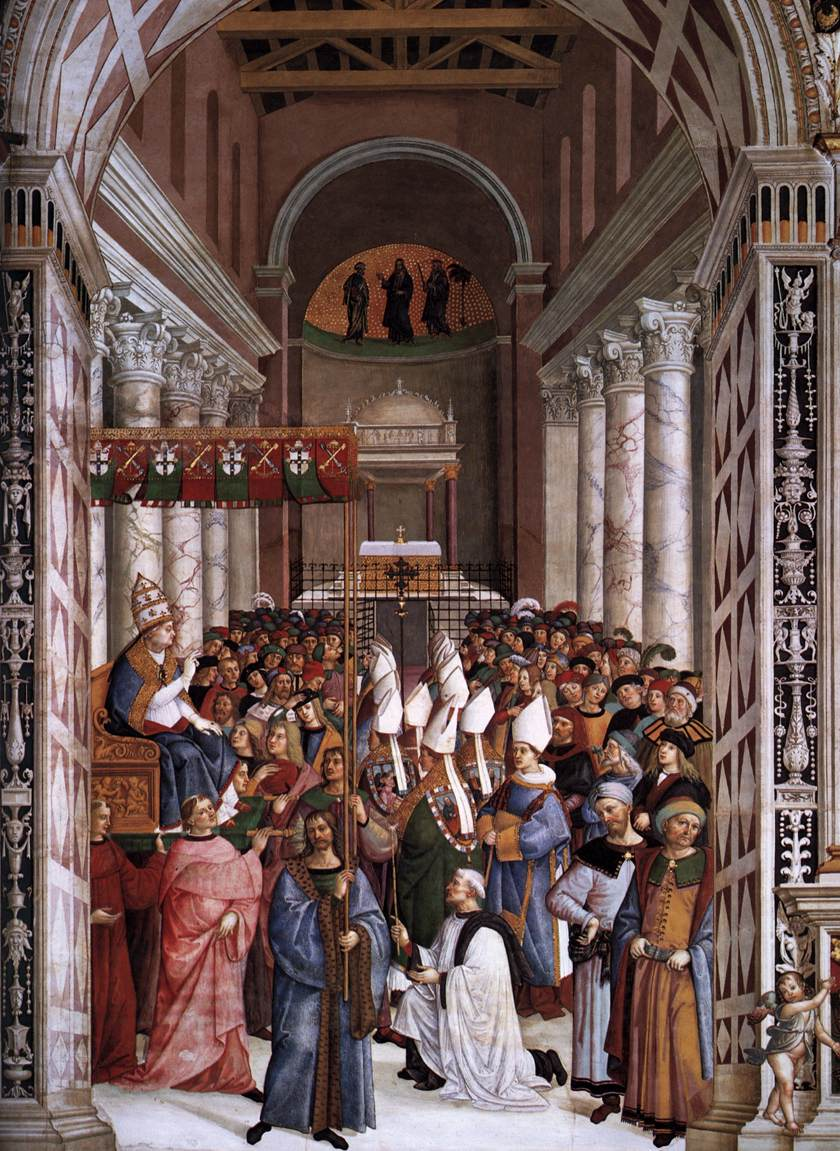
Пий II, коронованный понтификом, въезжает в Ватикан
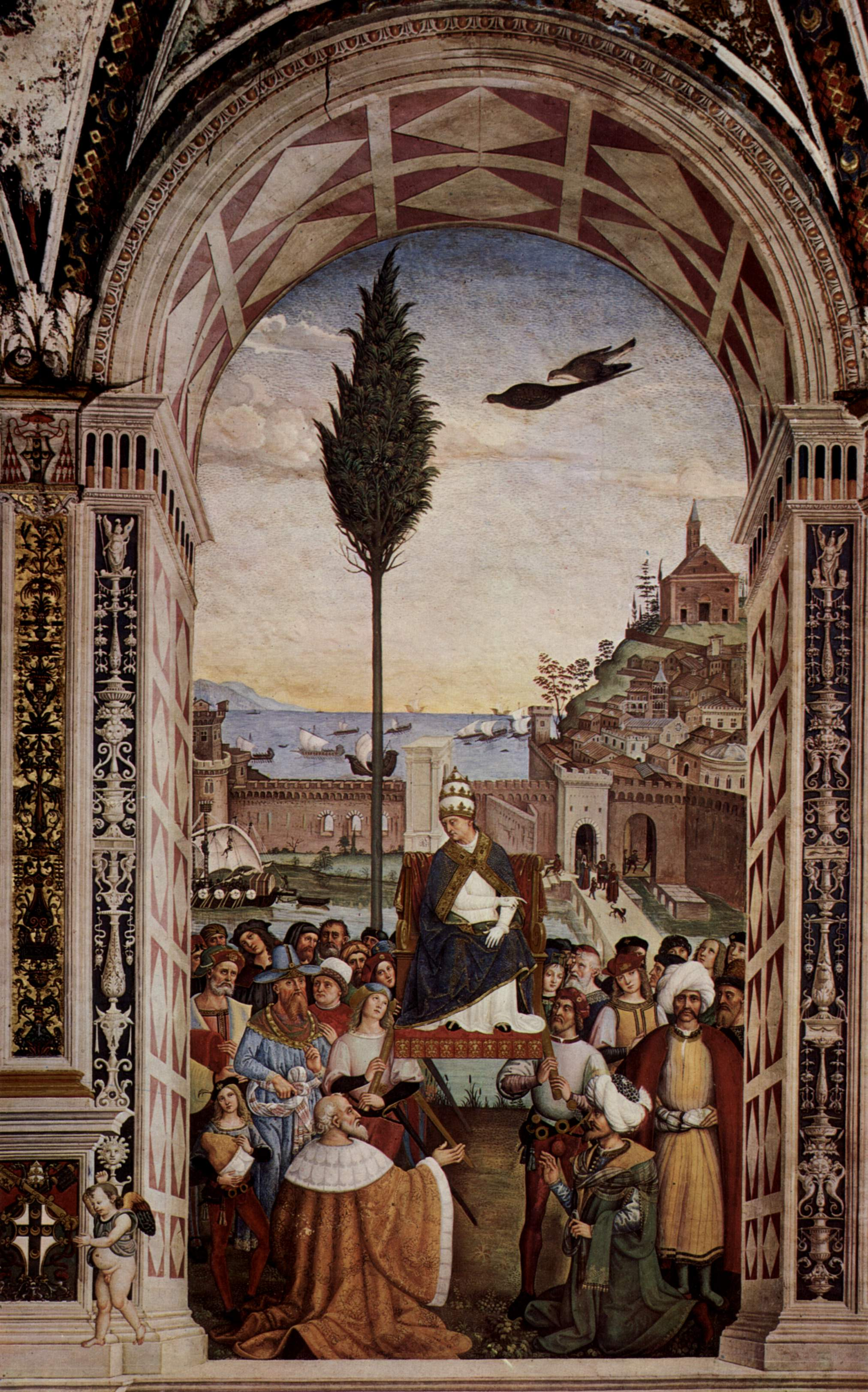
Пий II прибывает в Анкону, чтобы начать крестовый поход
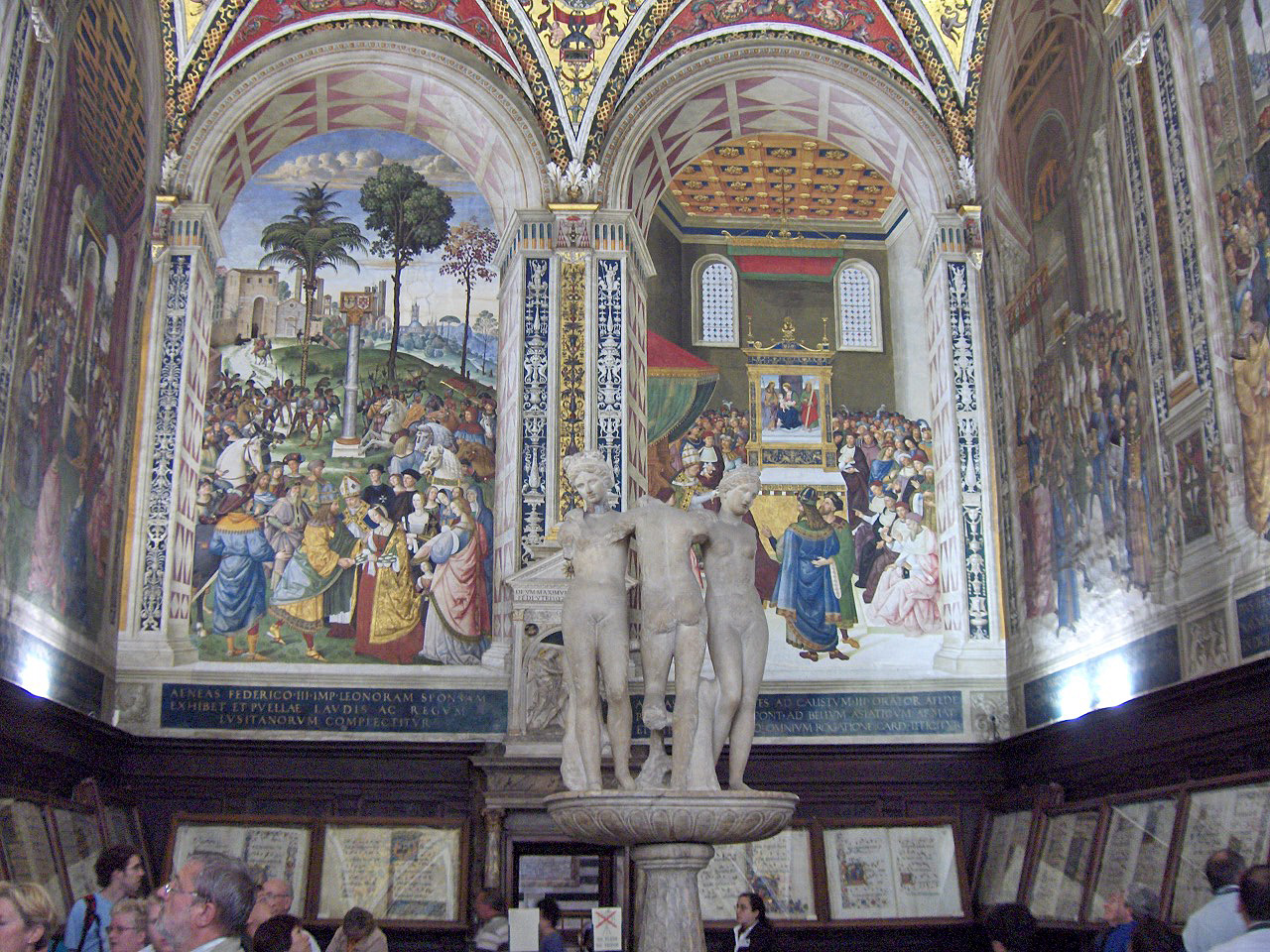
Три грации в помещении Библиотеки
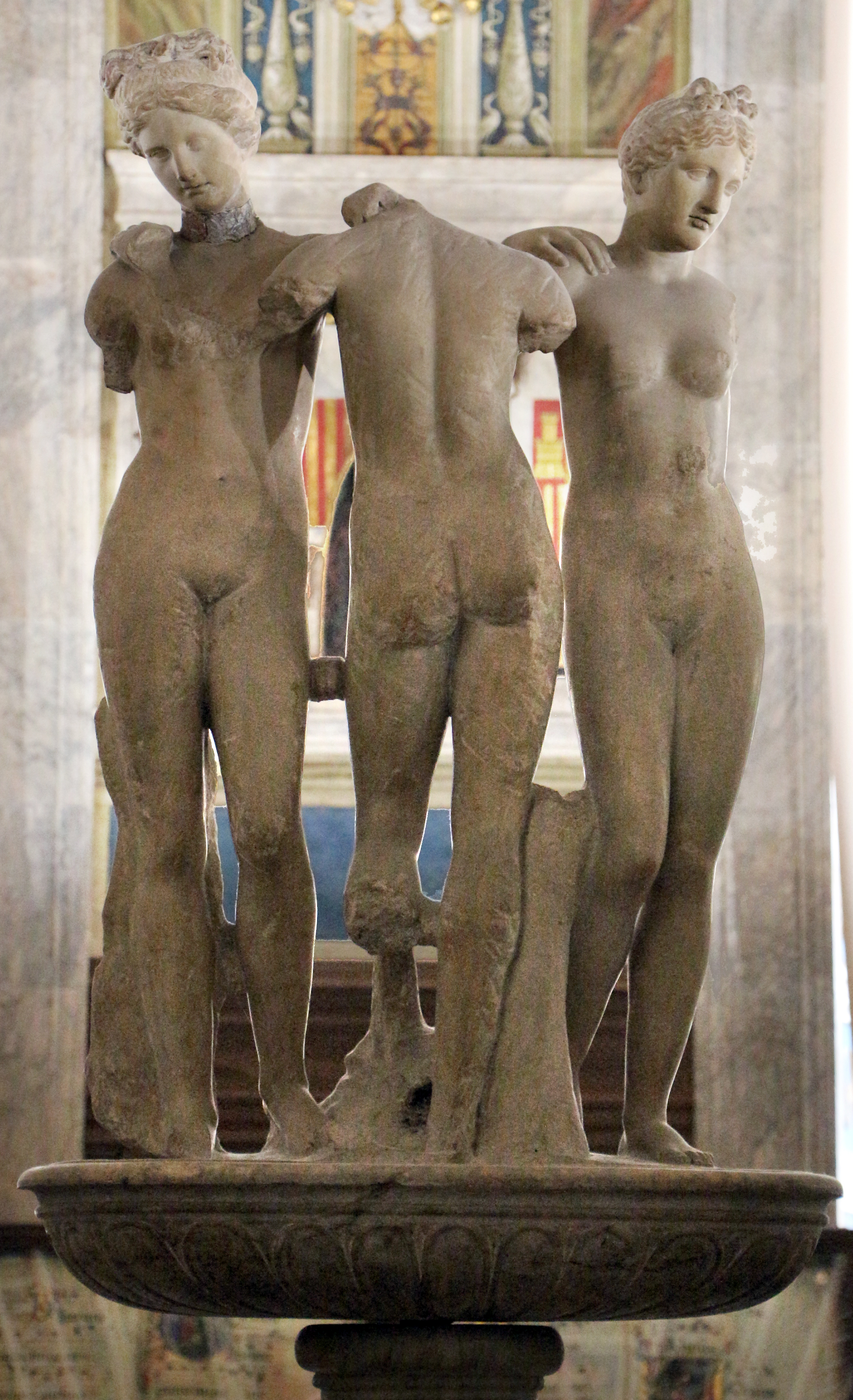